# Dofí mular
El dofí mular o la corçana (Tursiops truncatus) és, per la seva distribució costanera i el seu caràcter poc tímid amb relació a l'ésser humà, un dels petits cetacis més coneguts pels pescadors.
És un dofí de mida mitjana (300-350 cm de talla màxima) amb una silueta robusta, el bec curt i una pigmentació grisa que es va enfosquint cap a la regió ventral.
La seva distribució és cosmopolita, tot i que és més abundant en latituds tropicals i temperades. En altres mars se'n coneixen formes costaneres i d'aigües obertes, però a les costes dels Països Catalans només n'hi ha la variant costanera.

## Distribució
El dofí mular es caracteritza pels seus hàbits fortament costaners, i a les costes catalanes es troba dintre d'una franja de prop d'unes 5 milles de distància de la costa. A diferència de les altres espècies de dofins, es desplaça amb seguretat en aigües poc fondes i no tem la presència dels humans ni sembla molestar-se pel soroll de les embarcacions, raó per la qual no és estrany que a vegades s'acosti a pocs metres de la platja o s'aventuri dintre dels ports.
Antigament, el dofí mular es distribuïa al llarg de tot el litoral català. Però avui l'abundància d'aquesta espècie s'ha reduït molt i el poblament original ha quedat fragmentat en petites subpoblacions que ocupen territoris cap cop més restringits. Al Principat de Catalunya, els nuclis més abundants es troben a la part nord de la Costa Brava, especialment a les rodalies del Cap de Creus, Begur, el Garraf i al voltant del Delta de l'Ebre. La grandària d'aquests nuclis de població no ha estat mai determinada amb precisió, però no deu superar els pocs centenars d'individus.
Com és típic en les formes costaneres d'aquesta espècie, els animals presenten un marcat sedentarisme i acostumen a mantenir-se llargs períodes dintre d'uns territoris de poques desenes de quilòmetres de radi. No realitzen migracions ni desplaçaments estacionals però en les àrees turístiques és freqüent que s'allunyin de la costa durant els mesos d'estiu en augmentar la presència humana al litoral.

## Biologia, ecologia i comportament

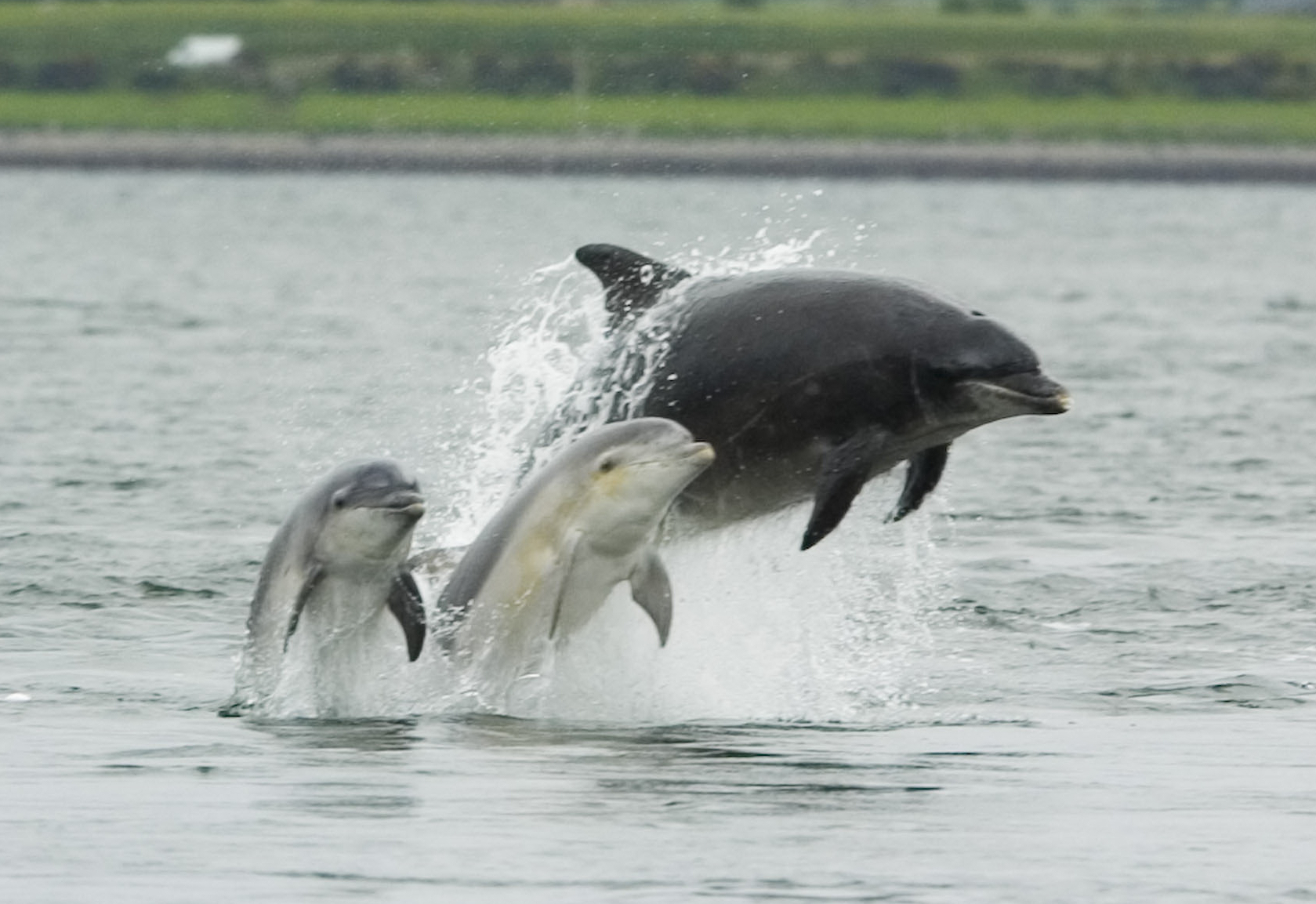
Dofina amb els seus cadells a Moray Firth, Escòcia

Tot i tenir, com la resta de dofins, un instint fortament social, el dofí mular viu en grups relativament petits (5 a 20 individus) i no és estrany trobar exemplars d'hàbits solitaris. Dins d'aquests grups s'estableixen fortes relacions de domini i el sistema reproductor és netament polígam, amb un nombre reduït de mascles que són els responsables de copular amb les femelles.
La maduresa sexual arriba com a mitjana als 6-8 anys tant en els mascles com en les femelles, que es correspon amb una grandària corporal d'uns 200 cm. Però sembla que els mascles han d'esperar encara alguns anys més fins a assolir la maduresa social per poder intervenir en les tasques reproductores. La gestació dura poc més de 12 mesos, al cap de la qual neix un nadó d'uns 120 cm de llargada. A conseqüència del fet que la captura de l'aliment requereix un aprenentatge relativament llarg, la cria depèn de la mare per un període llarg de temps i la lactància acostuma a perllongar-se uns 18-20 mesos. La longevitat se situa entre els 25 i 30 anys.

Ecolocalització d'una presa per un dofí

No existeixen estudis sobre la dieta d'aquest dofí als Països Catalans, però informacions recollides a les costes americanes i australianes descriuen el dofí mular com una espècie que s'alimenta de gambes, crancs i altres crustacis de fons, calamars i pops i una gran varietat de peixos dels quals acostuma a ingerir només les parts més toves i menysprear el cap i la cua. Ocasionalment també pot incloure dins la seva dieta altres organismes marins de més difícil digestió com són les estrelles de mar, holotúries o poliquets bentònics.

## Gestió i conservació

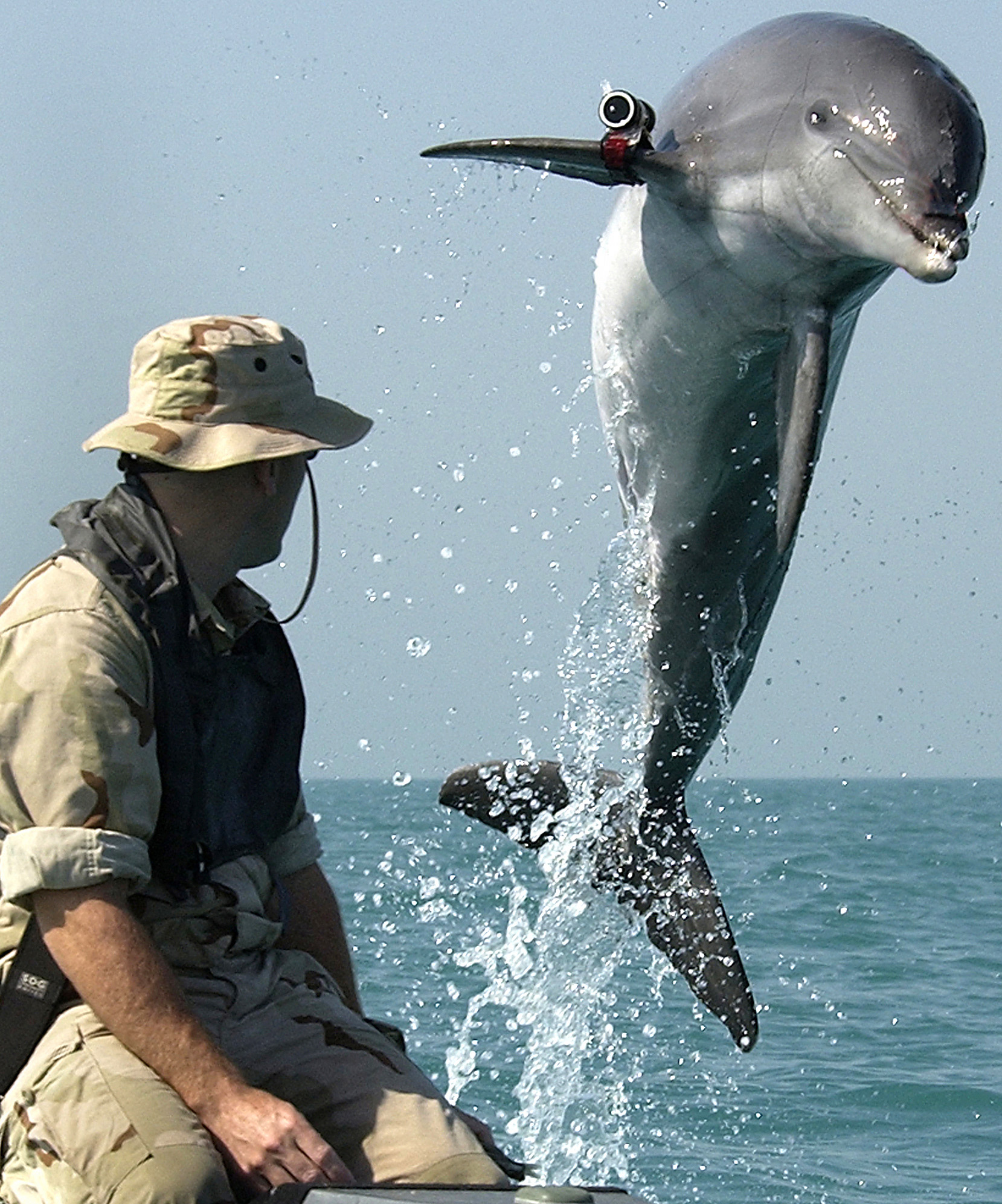
El dofí K-Dog, entrenat per l'exèrcit estatunidenc per trobar mines submarines, saltant fora de l'aigua

Com a conseqüència dels seus costums costaners, el dofí mular entra freqüentment en conflicte amb les activitats humanes. Molt sovint visita els arts de pesca, principalment els tremalls de fons, per aprofitar-se del peix que s'ha pescat, el qual arrenca produint importants destrosses en l'art. També acostuma a aprofitar el peix que s'escapa dels arts d'arrossegament de fons, sobretot durant l'operació de recollida i en aixecar el cop. No és rar que en una d'aquestes accions el dofí resulti atrapat per la mateixa xarxa i, si no aconsegueix trencar-la i escapar, sol morir ofegat. A les zones on el dofí mular és abundant, aquest comportament produeix importants pèrdues econòmiques als pescadors i sovint motiva reaccions força agressives per part del col·lectiu afectat. Així, no és estrany que els pescadors agredeixin els dofins amb petits arpons, o fins i tot, amb armes de foc amb la intenció d'exterminar-los o, simplement, de mantenir-los allunyats dels arts de pesca.
Quan aquest tipus de problema s'accentua, la intervenció de les autoritats pesqueres es fa necessària per evitar una mortalitat excessiva de dofins com també la modificació i reglamentació de determinats arts de pesca.
El dofí mular és el cetaci més comú en els dofinaris i zoos, ja que és el que millor suporta la captivitat. Aquesta espècie està estrictament protegida pel Conveni de Berna (annex II) i es troba catalogada dintre de l'apèndix II del CITES.